# Dora Jung
Dora Elisabet Jung (Helsinki, 16 oktober 1906 - aldaar, 19 december 1980) was een Fins textielontwerpster. Jung werd hoofdzakelijk bekend met haar werken voor de Finse textielfabrikant Tampella. Voor haar werk won ze meerdere prijzen, waaronder driemaal de Grand Prix op de Triënnale van Milaan.

## Levensloop

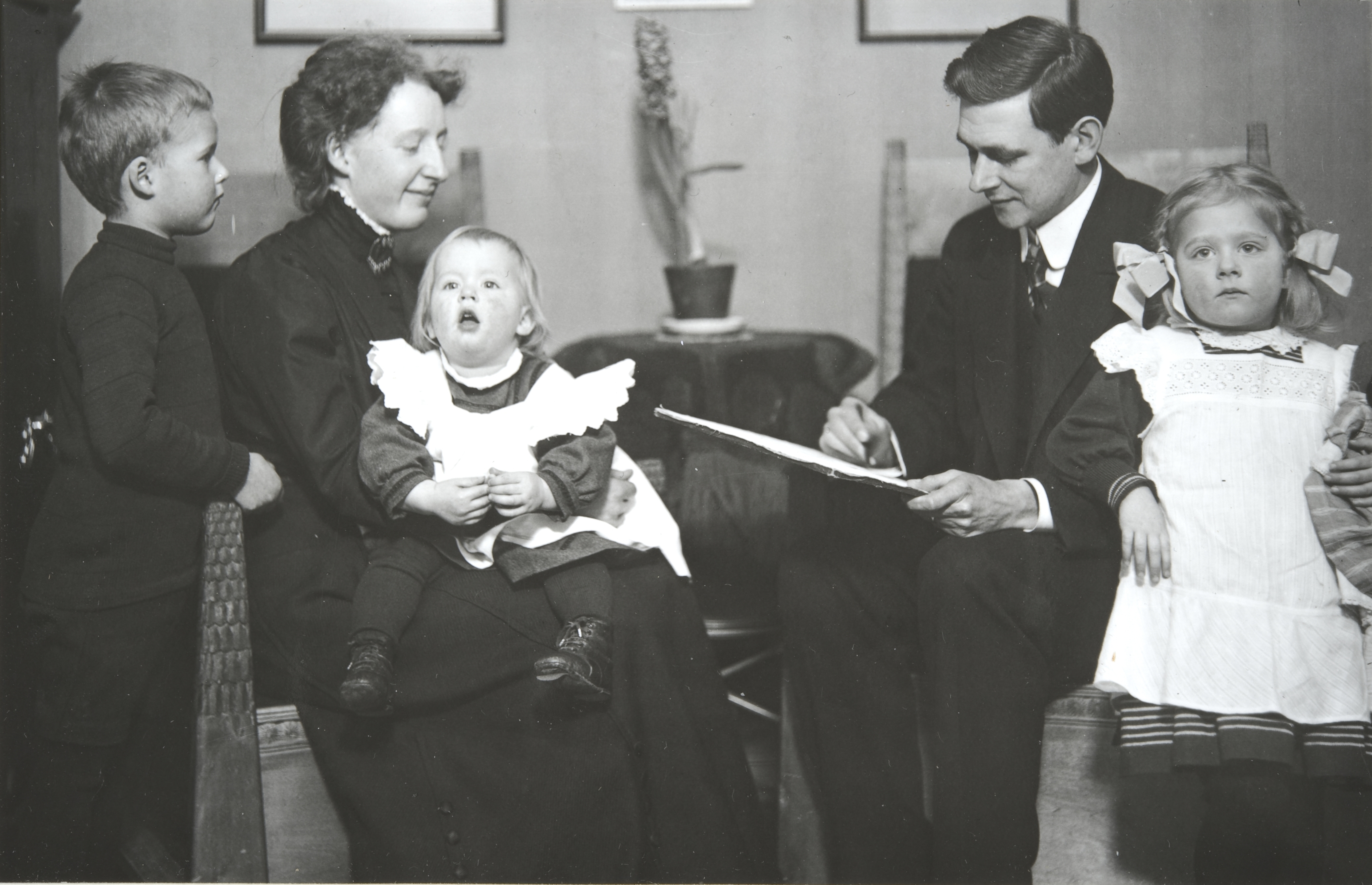
Dora (rechts) met haar ouders, broer en zus (1910)

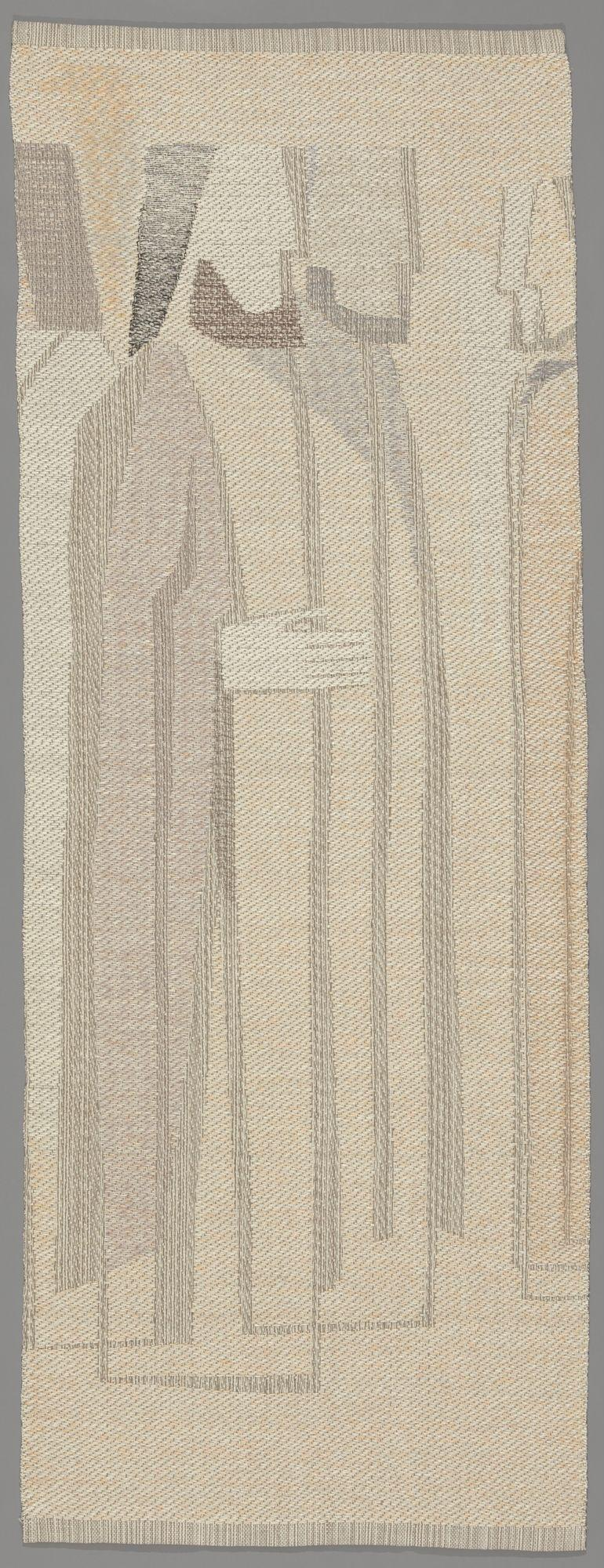
Wandtapijt, eerste helft jaren '70

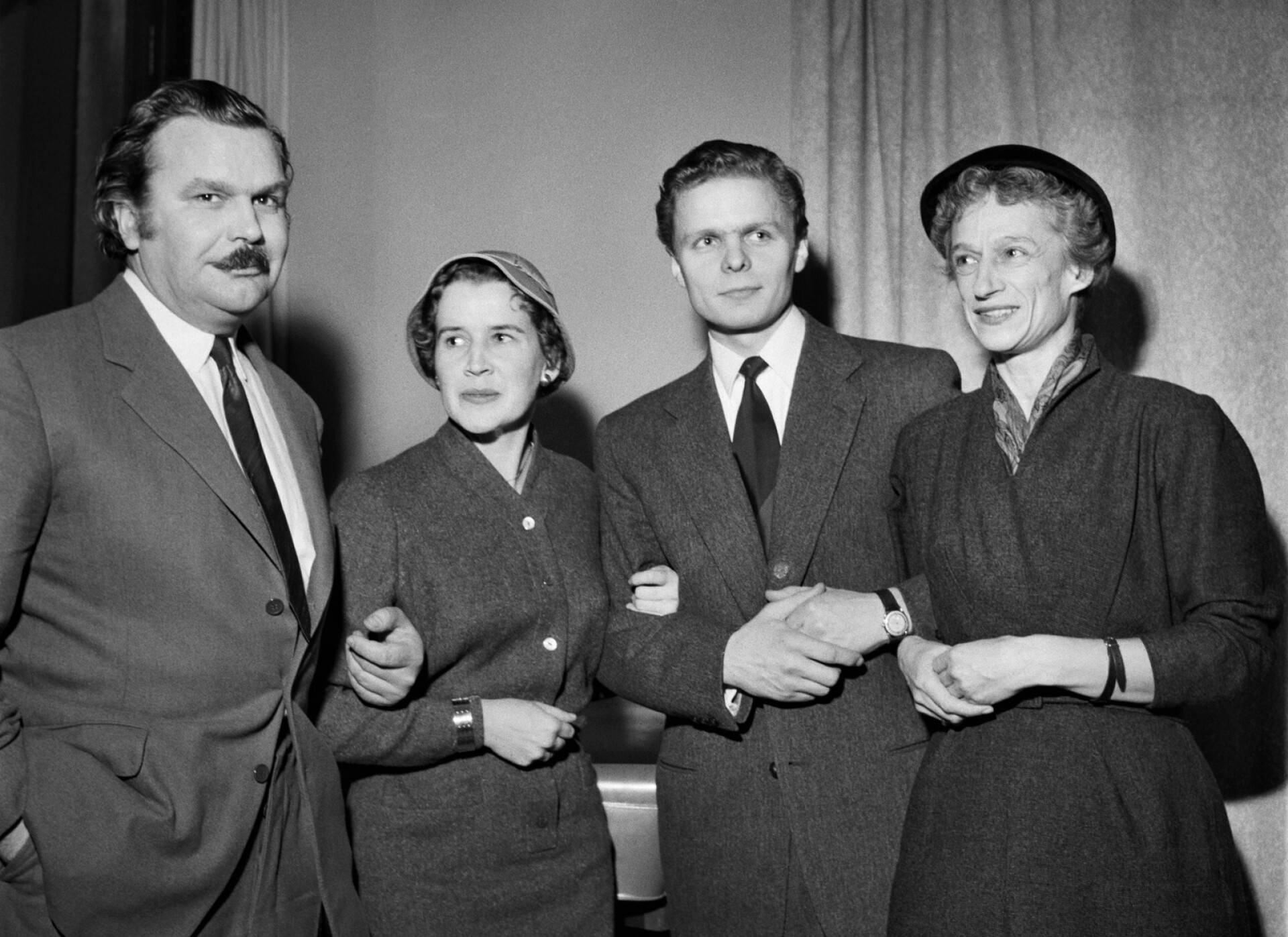
De Finse ontwerpers Tapio Wirkkala, Kirsti Ilvessalo, Timo Sarpaneva en Dora Jung in Helsinki na de Triënnale van Milaan (1954)

Jung werd geboren op 16 oktober 1906 in Helsinki. Ze was de dochter van architect Valter Jung en Märta Elisabet Masalin. Als kind had Jung last van een zwakke gezondheid. Om die reden deed haar vader haar een weefgetouw cadeau om haar tijd mee te vullen. Dit wakkerde uiteindelijk een interesse in weven aan in Jung.
In 1929 startte ze met haar studie textielontwerp aan de School voor Toegepaste Kunsten (Taideteollinen Korkeakoulu) in Helsinki waar ze in 1932 afstudeerde. Na haar studie begon ze haar eigen studio in Helsinki genaamd Dora Jung Textil. De studio bevond zich in het huis van haar ouders waar ze de badkuip gebruikte om de wol te verven. In 1933 won ze haar eerste prijs, een bronzen medaille op de Triënnale van Milaan. Twee jaar later, in 1935, vond ze een baan als kunstlerares op een vakschool voor meisjes in Helsinki waar ze tot 1945 in dienst bleef.
In 1936 startte Jung als zelfstandig ontwerper met het ontwerpen van tafellinnen voor de Finse textielfabrikant Tampella waar ze in 1956 als vaste ontwerper in dienst trad. Jung werkte hoofdzakelijk met damast. Ze koos voor haar ontwerpen vaak felle kleuren, wat ongewoon was bij deze weeftechniek. Daarnaast ontwikkelde ze haar eigen weefmethode die gebaseerd was op de regel van derden. De weefmethode stond om die reden bekend als de Dora Jung Techniek.
Samen met glaskunstenares Gunnel Nyman, met wie Jung goed bevriend was, organiseerde ze in 1938 de gezamenlijke tentoonstelling waar Fins textiel, meubels en glaswerk werd getoond. Samen met Nyman organiseerde Jung meerdere tentoonstellingen over de hele wereld.
De Tweede Wereldoorlog zorgde voor een grondstoffenschaarste. Beschikbare stoffen en garen waren gereserveerd voor het maken van legeruniformen. Hierop besloot Jung met papier te werken.
In 1951 won ze haar eerste Grand Prix op de Triënnale van Milaan voor het Kyyhkysiä-wandtapijt gevolgd door een tweede Grand Prix in 1954. In 1955 ontving ze zowel de Prins Eugen-medaille als een Pro Finlandia medaille. In 1957 hield Jung haar eerste grote solotentoonstelling in Artek in Helsinki, de studio van Alvar en Aino Alto. Tijdens haar carrière maakte Jung veel werken voor kerken en openbare gebouwen. Voor de kathedraal van Turku maakte ze meer dan 100 kazuifels.
In 1969 ontwikkelde Jung een tafellinnenset voor FinnAir. Het tafellinnen was bedoeld voor de eersteklas passagiers om te gebruiken tijdens de trans-Atlantische vlucht naar New York. De set hoorde bij een servies dat ontworpen was door Tapio Wirkkala.
Jung heeft tot haar dood textiel ontworpen en werken gemaakt. Toen ze overleed op 19 december 1980 in Helsinki was haar laatste project, een werk voor de kerk van het district Olari in Espoo, nog niet afgerond. Bevriend textielkunstenares Lisa Johansson-Pape maakte dit werk voor haar af.

## Prijzen en onderscheidingen
- Bronzen medaille op de Triënnale van Milaan (1933)[7]
- Grand Prix op de Triënnale van Milaan (1951) voor het Kyyhkysiä-wandtapijt[2]
- Grand Prix op de Triënnale van Milaan (1954)[2]
- Prins Eugen-medaille (1955)
- Pro Finlandia medaille (1955)
- Grand Prix op de Triënnale van Milaan (1957) voor Viivaleikki-tafelkleed[2]
- Cotil-prijs (1963)
- Finse designprijs (1970)
- Noordse prijs voor design (1972)[1]
- Honorary Designer for Industry (1977)

- Commandeur in de Orde van de Finse Leeuw (1980) voor het promoten van industrieel ontwerp in Finland[2]

- Gemeinsame Normdatei: 124272665
- International Standard Name Identifier: 0000 0000 2383 4359
- KulturNav: 34a2644b-6973-4ec7-8ae3-7efb3ef372ed
- Library of Congress Control Number: no2012046497
- Système universitaire de documentation: 167121073
- Union List of Artist Names: 500475896
- Virtual International Authority File: 941876
- WorldCat: E39PBJkhGftFJW7dkTFBDqcpT3